# Christian Jacob Gottlob Eisen
Christian Jacob Gottlob Eisen (* 8. Januar 1773 in Nürnberg; † 25. Oktober 1823 ebenda) war ein deutscher Kaufmann und Kunstsammler.
Christian Jacob Gottlob Eisen war der Sohn des Spezereihändlers Johann Georg Eisen († 1773). Er war als Kaufmann in Nürnberg tätig und besaß später auch eine Manufaktur. Er trug eine umfangreiche Kunstsammlung zusammen, die nach seinem Tode 1824 versteigert wurde.